# Elgersburg
Elgersburg – miejscowość i gmina w Niemczech, w kraju związkowym Turyngia, w powiecie Ilm, wchodzi w skład wspólnoty administracyjnej Geratal/Plaue.